# Võ Thị Thắng
Võ Thị Thắng (ur. 10 grudnia 1945 w Tân Bửu, zm. 22 sierpnia 2014 w Ho Chi Minh) – wietnamska rewolucjonistka, szpieg i członkini Zgromadzenia Narodowego IX, X i XI kadencji z prowincji Long An. Odznaczona pośmiertnie tytułem Bohatera Ludowych Sił Zbrojnych.
W lipcu 1968, za podejrzenia o szpiegostwo, Narodowy Front Wyzwolenia Wietnamu Południowego zlecił jej zamordowanie. Po nieudanej próbie zabicia została aresztowana w Wietnamie Południowym i skazana przez sąd wojskowy na 20 lat ciężkich robót w więzieniu Côn Đảo. Po ogłoszeniu wyroku odpowiedziała: „Czy wasz rząd przetrwa na tyle długo, by więzić mnie przez 20 lat?”. Progressive International podaje natomiast tłumaczenie: „Dwadzieścia lat? Wasz rząd nie przetrwa tak długo.”.
7 marca 1974 została zwolniona na mocy paryskich układów pokojowych.